# Chikmallur, Shiggaon
Chikmallur là một làng thuộc tehsil Shiggaon, huyện Haveri, bang Karnataka, Ấn Độ.